# Culturología

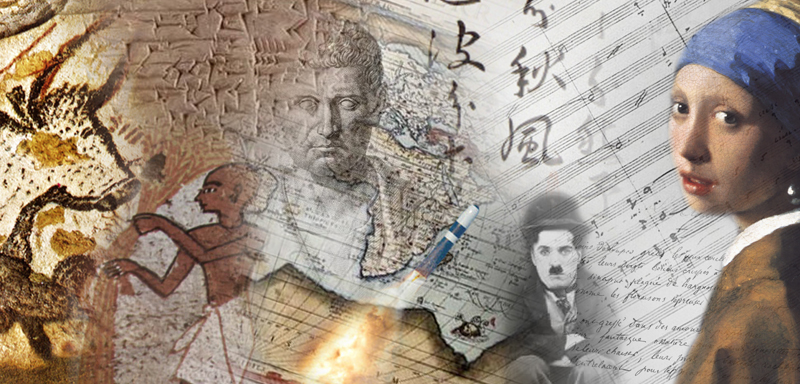
Retrato hecho a forma de demostracion de las diferencias culturales

La culturología (del inglés culturology) es una subdisciplina de la antropología cultural, a veces sinónimo de ella misma, que entronca con la semiología, con el neoevolucionismo o con la comunicación. Es un término creado por Leslie White a finales de los años 50, definido como «el campo científico que estudia e interpreta los fenómenos distintivos que denominamos cultura». Define la cultura como «un continuum extra somático (ni corporal, ni genético) y temporal de cosas y hechos dependientes e independientes del estudio y de la simbolización... La cultura consiste en herramientas, implementos, utensilios, vestimenta, ornamentos, costumbres, instituciones, creencias, rituales, juegos, obras de arte, lenguaje...». Esta definición parte de Alfred Kroeber, de conceptos como área cultural y configuración cultural que aparecen bien definidos en Cultural and Natural Areas of Native North America, obra publicada en 1939.
La culturología estudia el origen y la forma que toman los hechos humanos, cuya trama está entretejida por normas, valores, símbolos, con que las gentes de los distintos grupos humanos sienten, expresan y se comunican.
Autores como Yuri Lotman lo han ampliado posteriormente en la rama de la semiótica.

## Enlaces
- Wikipedia: Culturology

- Datos: Q1418771
- Multimedia: Culturology / Q1418771